# Lauchheim
Lauchheim – miasto w Niemczech, w kraju związkowym Badenia-Wirtembergia, w rejencji Stuttgart, w regionie Ostwürttemberg, w powiecie Ostalb, wchodzi w skład związku gmin Kapfenburg. Leży w Jurze Szwabskiej, ok. 12 km na wschód od Aalen, przy drodze krajowej B29 i linii kolejowej Aalen–Nördlingen.